# Heine-Velox Engineering Company
Heine-Velox Engineering Company war ein US-amerikanischer Hersteller von Automobilen.

## Unternehmensgeschichte
Gustav Otto Heine betrieb die Heine Piano Company in San Francisco in Kalifornien. Außerdem hatte er bereits zwischen 1905 und 1907 mit der Heine Motor Car Company Erfahrungen im Automobilbau gesammelt. 1921 gründete er ebenfalls in San Francisco das neue Unternehmen zur Fahrzeugproduktion. Der Markenname lautete erneut Heine-Velox.
1923 endete die Produktion. Insgesamt entstanden fünf Fahrzeuge.

## Fahrzeuge
Die Fahrzeuge gehörten zu den Teuersten auf dem amerikanischen Markt. Ein V12-Motor von der Weidely Motors Company mit 6382 cm³ Hubraum und 115 PS Leistung trieb sie an. Das Fahrgestell hatte 376 cm Radstand. Limousine, Runabout und ein Sportmodell kosteten 17.000 US-Dollar. Der Preis konnte auf 25.000 Dollar steigen, wenn der Käufer eine Karosserie nach Wunsch anfertigen ließ. Gefertigt wurden ein sportlicher Victoria sowie vier Limousinen, von denen eine nicht komplett fertiggestellt wurde.
Ein Fahrzeug stand lange Zeit im Harrah’s-Automobilmuseum. Zwei weitere befanden sich in den 1980er Jahren im Besitz der Familie Heine.